# Irodaszék

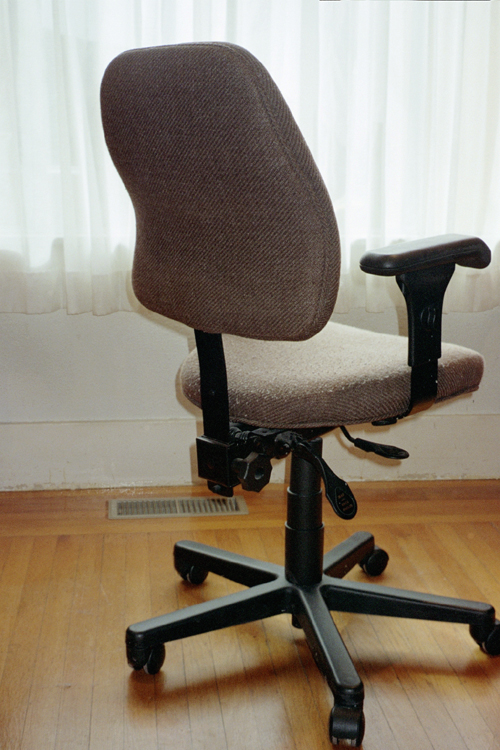
Irodai forgószék

Az irodaszék egy olyan széktípus, amelyet kifejezetten a modern irodákban való használatra terveztek meg. Az irodaszék általában forgószék, amelynek mozgását egy sor kerék segíti, magassága pedig állítható. Az irodaszékek a XIX. század közepén jelentek meg, amikor egyre inkább elterjedt az irodában, asztal mellett végzett munka. Ezeknek a különleges székeknek számos olyan tulajdonságuk van, amelyeket a hagyományos székek esetében nem találunk meg.

## Története
A legelső irodaszékek esetében még nem volt állítható a magasság és a helyváltoztatás sem volt egyszerű – ezeket a székeket akkor tervezték, amikor még nem volt szükség arra, hogy nagyszámú irodai alkalmazott folyamatosa adminisztrációs munkát végezve egész munkaidejét egy íróasztalnál ülve töltse.
Az egyik első ismert feltaláló, aki irodai széket tervezett a híres természettudós Charles Darwin volt. Darwin kísérletképpen kerekeket szerelt székére, hogy gyorsabban helyet változtathasson vele, miközben különféle állatokat tanulmányozott irodájában.
A XIX. század közepén a vasúti közlekedés felvirágzásával a vállalkozások hagyományos felépítése is megváltozott, a cégek terjeszkedni kezdtek, maguk mögött hagyva a hagyományos családi üzleti modellt, nagy hangsúlyt fektetve az adminisztrációra. A rendelések, könyvelés, levelezés kezeléséhez nagyobb számú adminisztrációs személyzetet vettek fel, ahogyan a szolgáltatások köre egyre bővült. Egyre több irodai munkára volt tehát szükség, és egyre jobban odafigyeltek az irodai munkakörnyezetre, az ott használt technológiákra és munkaeszközökre, ahogyan a hangsúly a hatékonyság növelésére helyeződött.
Ez a tudatos gondolkodás vezetett oda, hogy megszülettek a kifejezetten az irodában dolgozók számára tervezett székek, az irodaszékek. Ez felkeltette Otto von Bismarck figyelmét is, aki sokat tett az új eszközök népszerűsítéséért azzal, hogy hivatali ideje alatt elterjesztette használatukat a parlamentben.
Thomas E. Warren amerikai feltaláló 1849-ben tervezte meg Centripetal Spring karosszékét, amelyet később az American Chair Company vállalat gyártott New Yorkban. Először az 1851-es londoni világkiállításon mutatták be a modellt.
Az írógép, a korai hangrögzítők és a telefon megjelenésével is nőtt az irodai alkalmazottak által az asztaluknál töltött idő, ami az olyan asztalok és iktatórendszerek megjelenéséhez vezetett, amelyek hatékony kezeléséhez viszont egy már elengedhetetlen volt egy könnyen mozgatható szék használata. Az első típusok vagy görgőkkel voltak felszerelve, így téve lehetővé a szabad helyváltoztatást, avagy egy központi oszlopra volt rögzítve az ülőrész, így a dolgozó szabadon el tudott fordulni bármelyik irányba.
Az irodaszéket kifejezetten úgy tervezték meg, hogy használatukkal növeljék az irodai alkalmazottak hatékonyságát azzal, hogy lehetővé teszik számukra, hogy hosszabb ideig egy helyben üljenek munka közben. A görgőkkel felszerelt forgószékek lehetővé tették az alkalmazottak számára, hogy több helyre érjenek el munkaterületükön anélkül, hogy felállnának munka közben. Az ülőrészt úgy tervezték meg, hogy illeszkedjen a testhez és megtámassza azt, a háttámla és a kartámaszok pedig még inkább kényelmessé tették ezeket a székeke az alkalmazottak számára. A modern irodaszékekhez hasonlóan már a korai modellek közül is sok állítható volt, hogy így a lehető legnagyobb kényelmet biztosítsa az alkalmazott számára a munkaidő alatt.
Ahogy az irodában megjelentek a számítógépek a XX. század végén, még nyilvánvalóbbá vált, hogy ha a dolgozók kényelmesen tudnak ülni székeikben a hosszú munkaórák alatt, sokkal hatékonyabban dolgoznak. A fő szempont az volt az új típusú székek kifejlesztésénél, hogy az minél jobb támaszt nyújtson, minél több terhet vegyen le a dolgozó testéről.
A legelső széles körben elterjedt beállítási lehetőség a magasságállítás volt, ami nagyon hasznos volt a különféle testméretű dolgozók számára. Az első állítható magasságú típusok központi oszlopát kicserélték egy menetes oszlopra cserélték, a magasságot így úgy lehetett állítani, ha a felhasználó egyszerűen elfordult a székkel. Ez persze okozott némi gondot azok számára, akik a munkanap során sokat forgolódtak székükkel.
Ezt a gondot a gázlift feltalálása oldotta meg, a modern irodai székek ennek a segítségével már 360 fokban képesek elfordulni anélkül, hogy az ülőrész magassága változna, miközben a magasság egyetlen gomb vagy kar megnyomásával szabályozható. További előnye, hogy rugalmasabbá teszi a széket, így arra kényelmesebb leülni.

## Ergonómia
A tervezésben az 1970-es években igen fontos szemponttá vált az ergonómia. A mai irodaszékek a legtöbbször állítható ülőrésszel, kartámasszal, háttámlával és magassággal rendelkeznek, ami lehetővé teszi a hosszú időn keresztüli ülés által okozott hátfájdalmak és sérülések elkerülését. Az ergonomikus székek lényege, hogy személyre szabottan beállíthatóak, így maximális kényelmet kínálnak használójuk számára annak pillanatnyi igényei szerint.
Az ergonomikus irodaszék a következő jellemzőkkel kell, hogy rendelkezzék:
- Állítható magasság: A szék ülőrészének magassága könnyen állítható kell, hogy legyen, lehetőleg egyetlen kar elmozdításával. Ez teszi lehetővé, hogy a talpak a földön pihenjenek, miközben a combok a talajjal párhuzamosak, illetve a kezek is, az asztallap magasságában.

- Megfelelő szélesség és mélység: Az irodaszékek általában 45-50 centiméter szélesek, ami a legtöbb ember számára bőségesen elég a kényelemhez; a szék mélységének akkorának kell lennie, hogy a dolgozó háta kényelmesen a támlához simuljon, miközben térdhajlata 5–10 centire van az ülőrésztől.

- Kényelmes deréktámasz: A derék megtámasztása nagyon fontos eleme az ergonomikus széknek, mivel a gerinc íves formája a hosszú ideig tartó ülőmunkától a folyamatos terhelés miatt elferdülhet. Az ergonomikus széknek állítható deréktámasszal kell rendelkeznie, hogy minden felhasználó maga állíthassa be azt.

- Állítható háttámla: Legjobb esetben a háttámla az ülőrésztől függetlenül beállítható, magassága és dőlési szöge is szabályozható. A támlának nagy szerepe van a gerincoszlop megtartásában.

Az ülőrész kialakításának is nagy szerep jut, ergonomikus székek esetében ez párnázott ülést jelent, amelyen hosszabb időn keresztül is kényelmesen ülhetünk.

## Fordítás
- Ez a szócikk részben vagy egészben  az   Office chair című angol Wikipédia-szócikk ezen változatának fordításán alapul.  Az eredeti cikk szerkesztőit annak laptörténete sorolja fel. Ez a jelzés csupán a megfogalmazás eredetét és a szerzői jogokat jelzi, nem szolgál a cikkben szereplő információk forrásmegjelöléseként.

## Külső hivatkozások

### Angolul
- The History of the Office Chair
- A short history of the office chair: a timeline